# 87e régiment d’infanterie
Das 87e régiment d’infanterie-87e RI war ein Verband der französischen Infanterie. Das Regiment zeichnete sich seit seiner Aufstellung in allen Kriegen mit französischer Beteiligung bis zum Ersten Weltkrieg aus. Es existiert heute nicht mehr.
Vor der Einführung der Nummerierung der Regimenter am 1. Januar 1791 führte es in der königlich französischen Armee zuletzt den Namen Régiment de Dillon.

## Aufstellung und signifikante Änderungen
- 18. Juni 1690: Eintritt des Regiment Shrewsberry-Dillon in französische Dienste und Umbenennung in Régiment de Dillon
- 1762: Eingliederung des Régiment de Lally; 21. Dezember 1762, Eingliederung des entlassenen Regiments Royal-Ecossais.
- 26. April 1775: Eingliederung des Régiment de Bulkeley
- 1. Januar 1791: Umbenennung in 87e régiment d’infanterie de ligne
- 1792: Einschiffung des 2. Bataillons nach den Antillen. Dort wurde es auf die Kolonialtruppen aufgeteilt.
- 1793: bei der Premier amalgame (Erste Zusammenlegung) wurde das 1. Bataillon in die „157e demi-brigade de bataille“ eingegliedert und das 2. Bataillon zur „158e demi-brigade de bataille“ umgewandelt.
- 15. Juli 1795: das bis dahin noch bestehende 1. Bataillon wurde bei der Deuxième amalgame (Zweiten Zusammenlegung) in die „70e demi-brigade d'infanterie“ eingegliedert und mit dieser bei der Heeresreform 1803 in „70e régiment d'infanterie“ umbenannt.

Für das 2. Bataillon gab es keine „Zweite Zusammenlegung“, da die nur aus diesem 2. Bataillon bestehende „158e Demi-brigade de de bataille“ in die Kolonien abkommandiert und zu einem späteren Zeitpunkt auf die dortigen Kolonialtruppen verteilt wurde.
Die Tradition wurde dann durch das 1803 aus der „87e demi-brigade d'infanterie“ gebildete „87e  régiment d'infanterie“ fortgeführt.
- 1815: Im September wurde das Regiment entlassen.
- 1855: Wiederaufstellung als „87e régiment d’infanterie de ligne“ durch Umwandlung des „12e régiment d'infanterie légère“.

## Uniformierung 1720 bis 1792

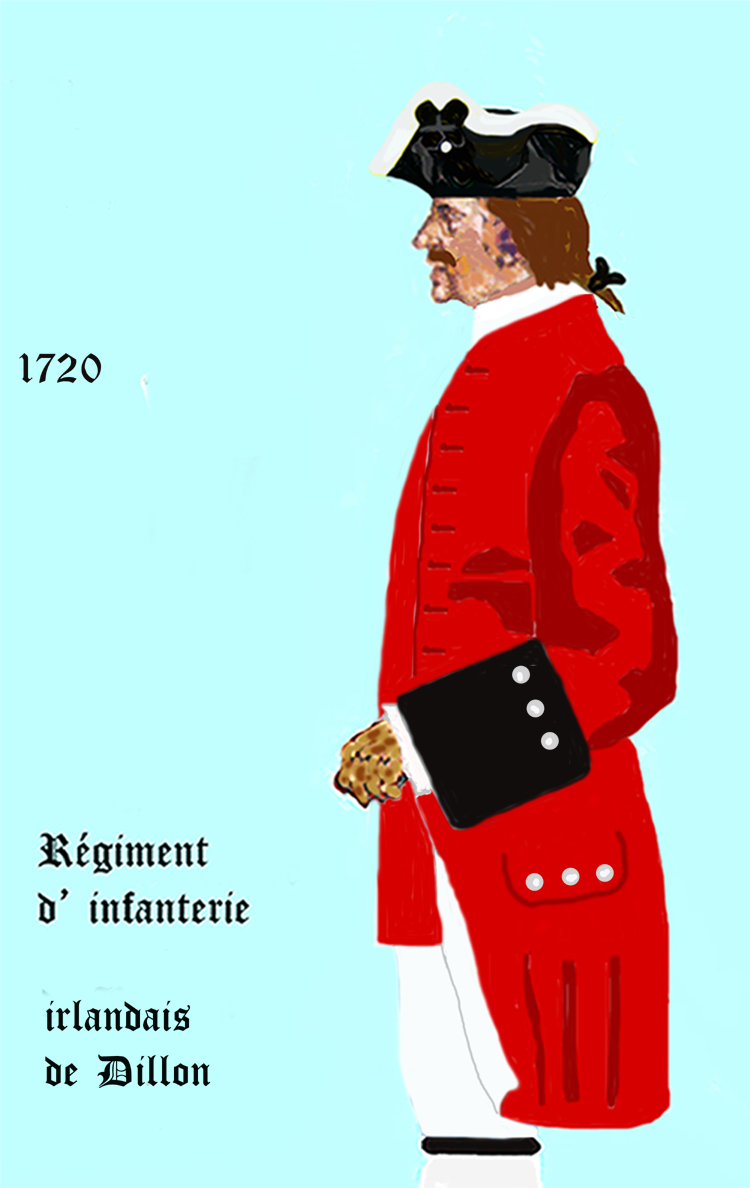
1720 bis 1734
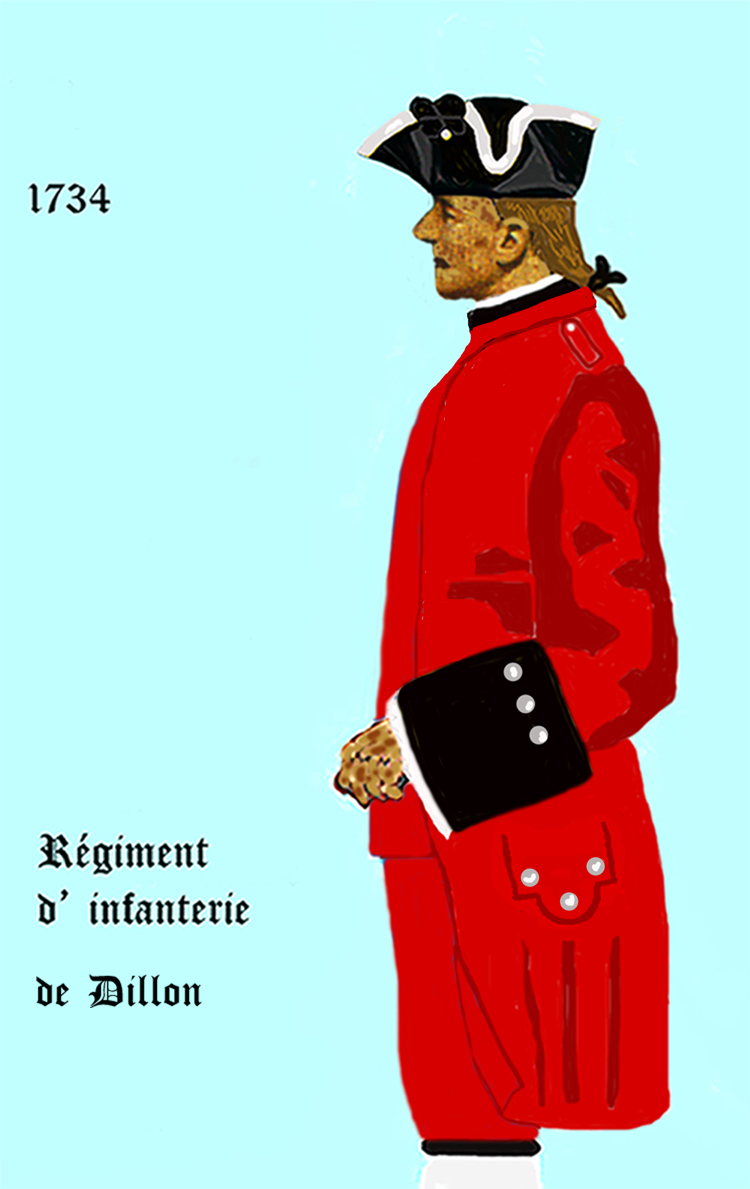
1734 bis 1757
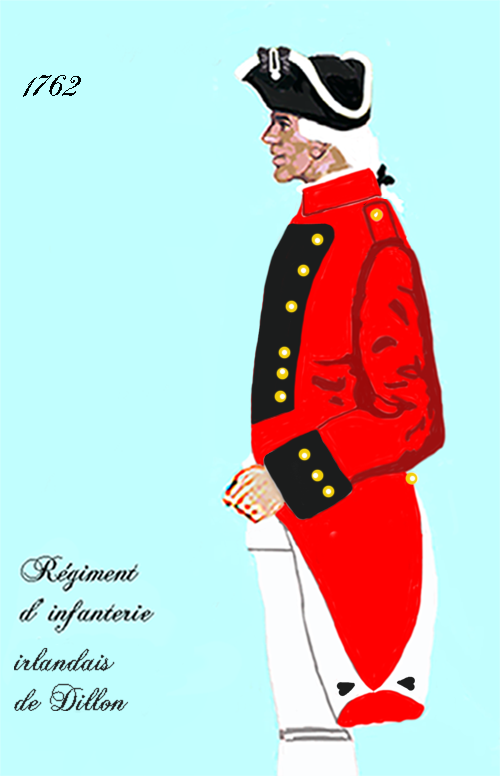
1762 bis 1767
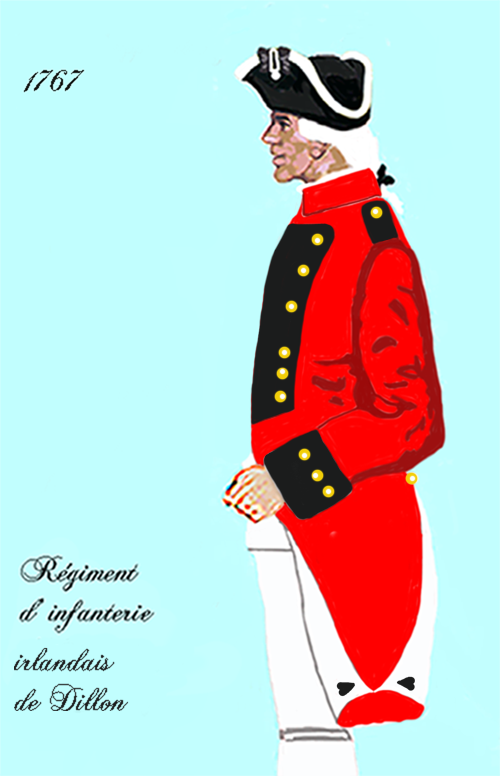
1767 bis 1776
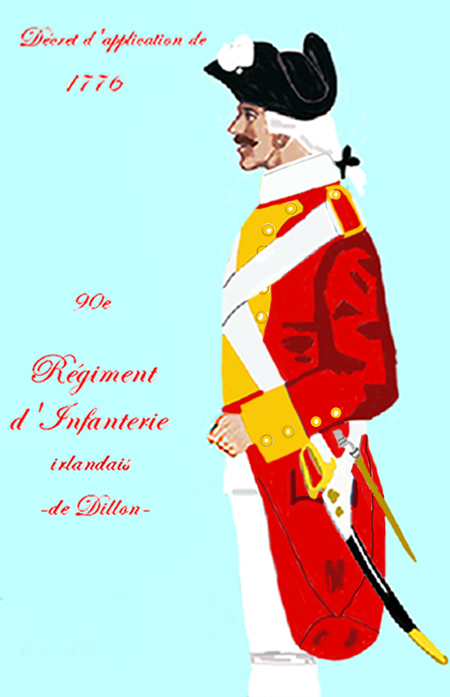
1776 bis 1786
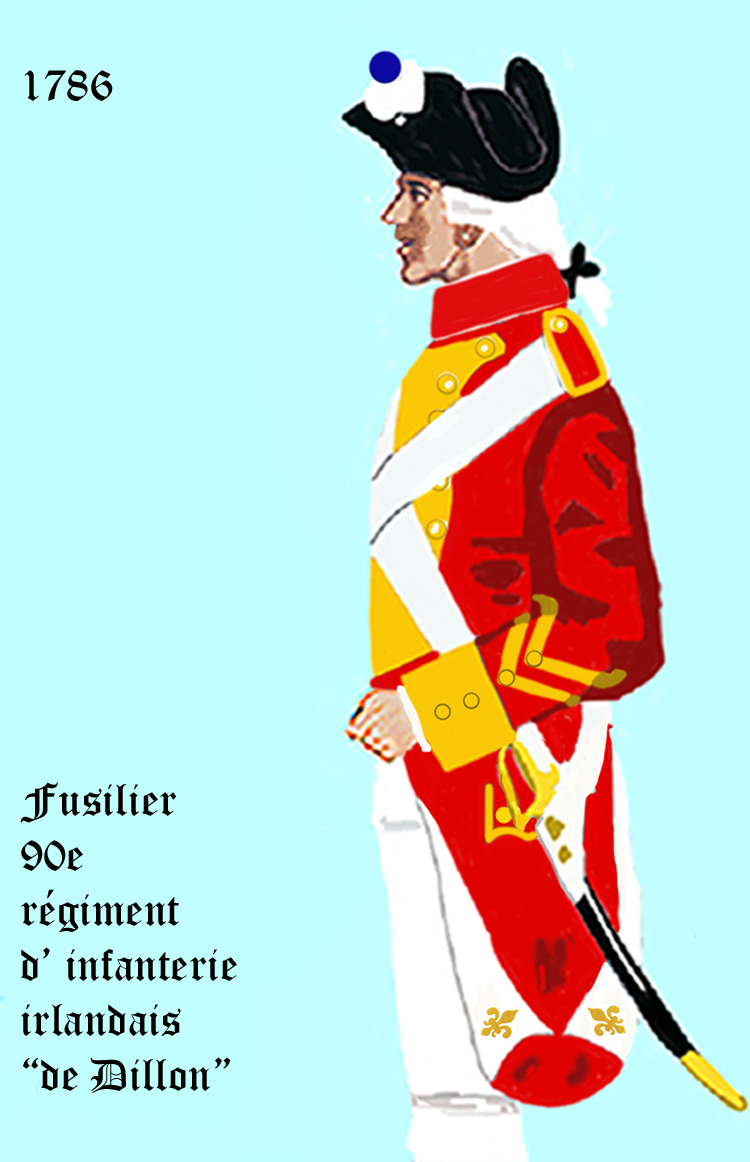
1786 bis 1791
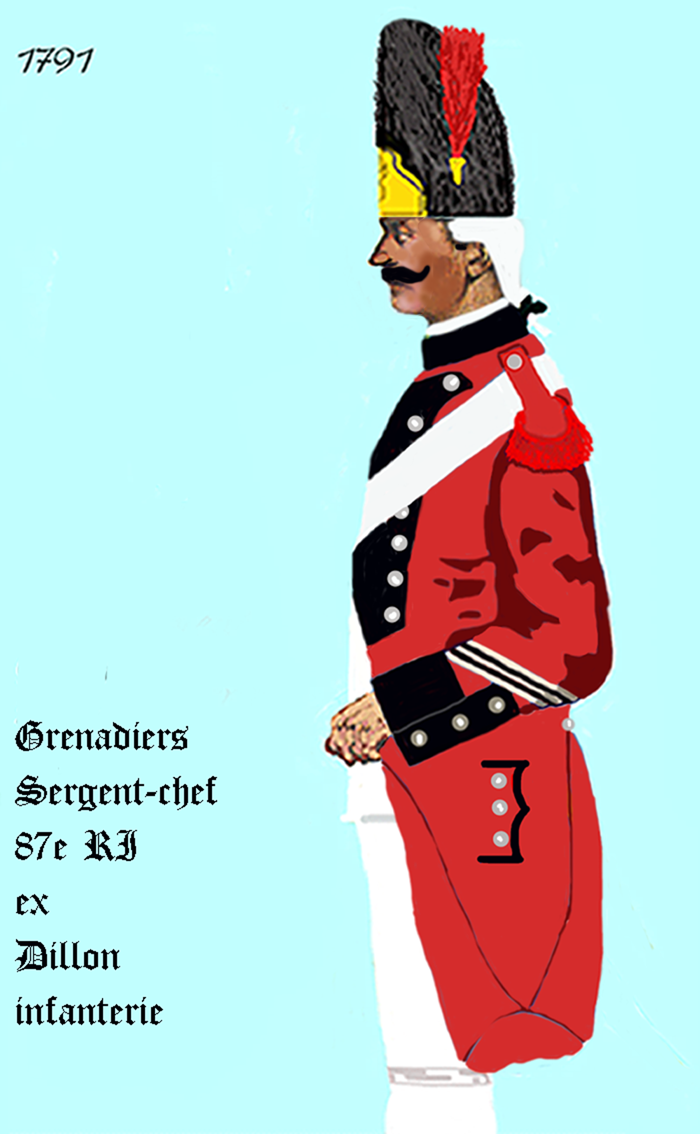
1791

## Mestres de camp/Colonels
Mestre de camp war von 1569 bis 1661 und von 1730 bis 1780 die Rangbezeichnung für den Regimentsinhaber und/oder für den mit der Führung des Regiments beauftragten Offizier. Die Bezeichnung „Colonel“ wurde von 1721 bis 1730, von 1791 bis 1793 und ab 1803 geführt.
Nach 1791 gab es keine Regimentsinhaber mehr.
Sollte es sich bei dem Mestre de camp/Colonel um eine Person des Hochadels handeln, die an der Führung des Regiments kein Interesse hatte (wie z. B. der König oder die Königin), so wurde das Kommando dem „Mestre de camp lieutenant“ (oder „Mestre de camp en second“) respektive dem „Colonel-lieutenant“ oder „Colonel en second“ überlassen.
- 1. Juni 1690: Arthur, Count Dillon
- 18. Juni 1690: Charles Mac-Carthy, Count of Mountcashel
- 28. Juli 1694: Andrew Lee
- 26. Oktober 1704: ? Lee
- 1. Mai 1730: Charles, Viscount Dillon,
- 16. September 1733: Francis, Count of Bulkeley
- 14. November 1741: Henri, Count Dillon
- April 1744: Dillon
- 26. April 1754: Henri, Count of Bulkeley
- 15. März 1769: Charles-William Barfort of Jerningham
- 26. April 1775: Arthur, Count Dillon
- 1. Januar 1784: Charles Joseph Augustin, Viscount Walsh of Serent
- 10. März 1788: Colonel Théobald, chevalier Dillon
- 5. Februar 1792: Thomas Keating

(…)
- 6. März 1867 – 27. September 1870: Colonel Blot.
- 1901: Colonel Roy
- 1914: Colonel Rauscher
- 5. März 1918: Lieutenant-colonel Cour

Lieutenant-colonels mit dem Kommando betraut und Vertreter des eigentlichen Regimentsinhabers:
- 1702: N. Lack
- 26. Juli 1708: Gérard de Lally
- 1742: Moritz Fitz-Gerald
- 1746: François Raphaël Shelcon
- 1803: Colonel Laisné
- 1805: Colonel Jeannin
- 1809: Colonels Dulong und Rosnay
- 1813 bis 1815: Colonel Mouttet

## Gefechtskalender
Zahlreiche irische Soldaten verließen England nach der Absetzung von König Jakob II. und trafen im Mai 1690 in Frankreich ein. König Ludwig XIV. erließ daraufhin ein Dekret, mit dem am 18. Juni 1690 drei irische Infanterieregimenter als Fremdenregimenter aufgestellt wurden.

### Pfälzischer Erbfolgekrieg
Nach der Aufstellung unverzüglich eingesetzt, nahm das Regiment an der Schlacht bei Staffarda teil und war anschließend an der Besetzung von Savoyen beteiligt. Es folgte am 12. September eine Gefecht
bei Conflans und Moustiers-Sainte-Marie in der Tarentaise
- 1691 wurde es zur Armee in das Roussillon abkommandiert, und bei der Belagerung von La Seu d’Urgell, sowie der Einnahme von Châteaux de Valencia und von Boy eingesetzt. Danach Marsch zum Entsatz von  Prats und Mollo (heute: Prats-de-Mollo-la-Preste).
- 1692 erfolgte die Aufstellung eines dritten Bataillons und die Abkommandierung des Regiments zum Feldzug in den Pyrenäen. Danach die Verlegung nach Deutschland mit der Einnahme von Heidelberg, Oppenheim und Darmstadt.
- 1693 stand das Regiment in Katalonien mit Aktivitäten in Urgell (Comarca) und bei Roses
- 1694 verstarb der Kommandeur, Colonel Charles Mac-Carthy, Count of Mountcashel an seinen Verwundungen, die er sich in einem Gefecht zugezogen hat. Das Regiment ging an den Colonel Andrew Lee über. Gefechte am Ter, bei Palamós, Hostalric und Castellfollit de la Roca
- 1696 Gefechtstätigkeit an der Maas und 1697 in Flandern. Hier zeichnete sich die Einheit beim Angriff auf den Gedeckten Weg der Befestigungen von Ath aus.

- 1698 erfolgte die Verlegung in das Lager von Compiègne und die Reduzierung auf zwei Bataillone.

### Spanischer Erbfolgekrieg
- 1701: nach Flandern kommandiert,  1702 Verlegung zur Armee nach Deutschland.
- 1702: Bei der Verteidigung von Cremona, Santa Vittoria d’Alba und Luzzara beteiligt
- 1703: Teilnahme an der Belagerung von Kehl. Feldzug unter dem Maréchal Villars nach Bayern. Teilnahme am Angriff auf die Bühl-Stollhofener Linie, an der Schlacht bei Höchstädt (hier ist der Lieutenant-colonel Colgrave gefallen) und an der Einnahme von Kempten, Ulm und Augsburg.
- 1705: zunächst bei der Moselarmee wurde das Regiment dann beim Entsatz von Fort-Louis, der Einnahme von Drusenheim, Lauterbourg und Île du Marquisat verwendet.
- 7. Juli 1706: Zusammen mit den Regimentern de Navarre und de Vermandois wurde es nach Lauterbourg gelegt, wo es auch den Winter verbrachte.
- 1707 mit dem Maréchal Villars Feldzug nach Schwaben und Franken.
- 1708: Einsatz in der Schlacht bei Oudenaarde, danach im Camp de Saussov

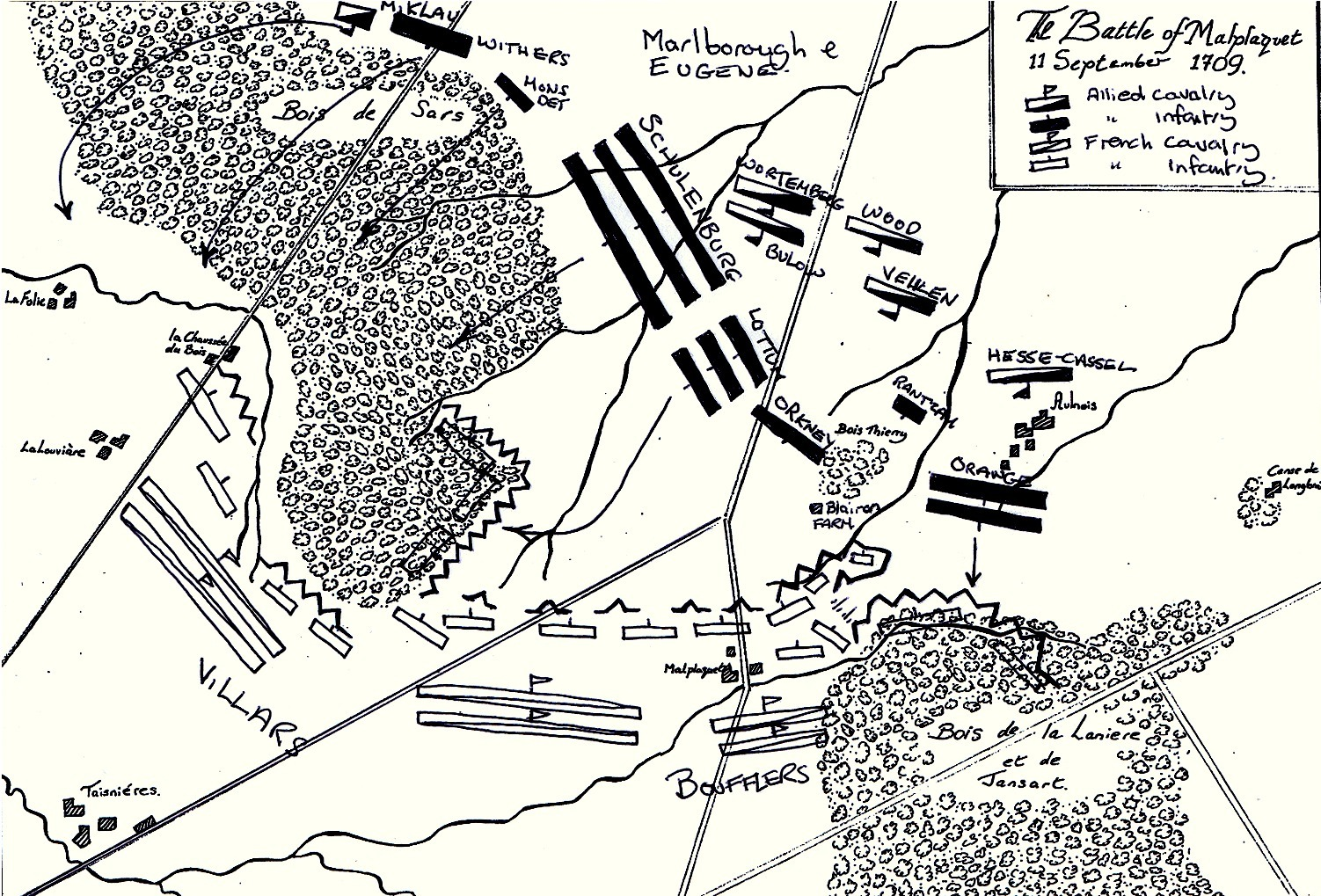
Schlacht bei Malplaquet

- 1709: In der Schlacht bei Malplaquet kämpften die irischen Regimenter im Brigadeverband verbissen gegen die Engländer. Die Brigade wurde auf der linken Seite der Garde gestellt und befand sich somit in der Lücke zwischen den beiden Wäldern Bois de Sars und Bois de Laniere. Sie wurden dann auf die linke Flanke in den Bois de Sert geworfen, wo mit großen Anstrengungen aber vergeblich versucht wurde, den Feind aus dem Wald herauszudrängen.
- 1711:  Angriff auf Arleux
- 1712:  Teilnahme an der Schlacht bei Denain, Rückeroberung von Douai, Le Quesnoy und Bouchain. Während all dieser Aktivitäten hatte die irische Brigade immer ihren ehrenvollen Platz am rechten Flügel der Garde.
- 1713: Verlegung nach Deutschland, Belagerung von Landau (Pfalz) und Freiburg (Breisgau)
- 1714: Verlegung nach Katalonien. Bei Kriegsende lag die Einheit in Barcelona. Die noch verbliebene Mannschaftsstärke reichte nur noch zur Aufrechterhaltung eines Bataillons.

1720: Nach dem Tod seines Sohnes übernahm Andrew Lee das Kommando über das Regiment.

### Polnischer Thronfolgekrieg
- 1733: Das nunmehrige „Régiment de Bulkeley“ diente bei der Belagerung von Kehl und verbrachte den Winter in Straßburg.
- 1734: Schlacht bei Ettlingen. Vom 2. Juni bis 18. Juli bei der Belagerung von Philippsburg eingesetzt. Danach Verlegung nach Flandern.
- 1735: Verlegung an die Mosel mit Teilnahme am Gefecht bei Klausen (Eifel). Bis zum Ende des Krieges verblieb es zusammen mit den anderen irischen Truppen im Camp de Saint-Maximin.

- 1738 bis 1742:  Garnison in Philippeville

### Österreichischer Erbfolgekrieg
- 1742: Das Regiment stand in Deutschland und wurde vom Colonel-commandant Moritz Fitz-Gerald an Stelle des eigentlichen Regimentsinhabers, des Count Bulkeley kommandiert. Es verbrachte den Winter in Nieder-Altach und zog im folgenden Jahr mit den Truppen des Maréchal Comte de Mallebois nach Böhmen.
- April 1743: Rückkehr nach Frankreich. Dann Teilnahme an der Schlacht bei Dettingen, danach Garnison in Lauterbourg. Am 17. August Abmarsch in das obere Elsaß, das durch die Truppen von Kaiser Karl bedroht wurde. Nach dem Gefecht bei Rheinweiler war der Feldzug für das Regiment vorerst beendet. Es zog in Garnison in ein Barackenlager in Wissembourg.
- 1744 wurde die Einheit nach Flandern beordert, wo es an den Belagerungen von Menin, Ypern, Veurne teilnahm und dann Winterquartiere in Courtrai bezog.
- 1745: Die irische Brigade mit 6 Bataillonen aus den Regimentern Bulkeley, Clare, Dillon, Rooth, Berwick und Lally zeichnete sich unter dem Kommando von Lord Thomond in der Schlacht bei Fontenoy aus. Danach nahm das Regiment noch an verschiedenen Belagerungen in Flandern teil und verbrachte den Winter in Straßburg.
- 1746 kämpfte ein Détachement unter dem Captain Morres auf der Seite des Thronprätendenten Charles Edward Stuart in der Schlacht bei Culloden und geriet nach der Niederlage in Gefangenschaft. Das in Flandern verbliebene Regiment kämpfte in der Schlacht bei Rocourt und lag den Winter über in Brügge.
- 1747 blieb die Einheit bis Mai im Camp de Malines und nahm im gleichen Jahr an der Schlacht bei Lauffeldt teil. In dieser Schlacht wurde der Sohn des Colonel commandant Fitz-Gerald getötet und er selbst schwer verwundet.
- 1748 gehörte das Regiment mit der Irischen Brigade und der Garde zur Armeereserve, die bei der Belagerung von Maastricht eingesetzt wurde.

### Siebenjähriger Krieg
Während der ersten Kriegsjahre stand das Regiment lediglich an den Grenzen und verlegt erst 1760 unter dem Kommando (an Stelle des Regimentsinhabers) von Lieutenant-colonel Charles-William Barfort of Jerningham (der am 15. März 1769 selbst zum Colonel wurde) nach Deutschland. Hier war es am Gefecht bei Korbach und der Schlacht bei Warburg beteiligt. Den Winter verbrachte es in Marburg und war am 14. Februar 1761 an der erfolgreichen Verteidigung der Stadt beteiligt. Im Juli erfolgte die Schlacht bei Vellinghausen, bei der das Regiment in den Ort und in die Redoute von Scheidingen eindringen konnte. Als letzte Aktion des Krieges nahm es am Angriff auf die Sababurg teil.

### Nachkriegszeit
Nach Friedensschluss wurde das Regiment in Bouchain garnisoniert, das entlassene Regiment Royal-Ecossais wurde am 21. Dezember 1762 eingegliedert. Es erfolgte die Verlegung nach Gravelines im November 1764, nach Aire im August 1765, nach der Île d'Oléron im Oktober 1765, nach Bouchain im Dezember 1766, nach
Aire im Juni 1767, nach Philippeville im Oktober 1767 und nach Korsika im März 1759. Im Jahre 1771 nach Frankreich zurückgekehrt wurde die Einheit zunächst im Fort Barraux stationiert, dann in Gravelines im November 1771, in Avesnes im Oktober 1772, in Valenciennes im April 1773, in Rocroi im September 1774 und in Valenciennes im Mai 1775. Hier wurden am 26. April die Regimenter Dillon und Bulkeley unter dem Namen „Régiment de Dillon“ zusammengelegt. Es erfolgte die Verlegung nach Aire im Oktober 1775, nach Lille im März 1777 und nach Valognes und Cherbourg im Oktober des gleichen Jahres.

### Amerikanischer Unabhängigkeitskrieg
Im Jahre 1778 wurde das Regiment für den Einsatz in Amerika bestimmt. Dazu verlegte es in die Umgebung von Lorient und Brest, um am 5. April 1779 auf der Flotte von Admiral La Motte-Piquet eingeschifft zu werden. Nach seiner Ankunft in den Antillen zeichnete sich das Regiment mit anderen Einheiten bei der Eroberung von Grenada aus. Dabei wurden 700 Gefangene gemacht, drei Fahnen, 197 Kanonen und 16 Mörser erbeutet. Die eigenen Verluste betrugen 35 Gefallene (darunter den Lieutenant Patrick Mac-Schehy) und 71 Verwundete (darunter den Colonel en second Edward Dillon). Im September wurde das Regiment auf Befehl von Charles Henri d’Estaing an der Nordamerikanischen Küste abgesetzt und nahm an der vergeblichen Belagerung von Savannah (Georgia) teil. Dabei verlor es den Major Brown sowie die Leutnants Taaffe und Lambert. Am 20. Oktober wurde das Regiment auf Schiffe verladen und zurück nach Grenada transportiert.
1780 befand sich ein Détachement auf einem der Schiffe des Admiral de Guichen während eine Gefechts am 15. und 19. Mai gegen die Flotte von Admiral Rodney. Am 8. Mai 1781 fuhr ein Détachement mit der Flotte des Admiral de Grasse nach Martinique und führte am 30. Mai einen Angriff auf die Garnison von Tobago, die am 2. Juni kapitulierte. Am 15. November des gleichen Jahresverließ das 300 Mann starke Bataillon Martinique, um unter dem Kommando des Marquis François-Claude-Amour de Bouillé eine Expedition nach Saint-Eustache durchzuführen. Bedingt durch das schlechte Wetter, geriet die Anlandung zu Katastrophe. Mehrere der Schiffe wurden gegen die Felsen geworfen und bei Tagesanbruch waren erst 400 Mann angelandet worden. Es folgte ein sechsstündiger Marsch zum britischen Fort, wo die Garnison völlig überrascht wurde, da man die Iren mit ihren roten Uniformen zunächst für Engländer gehalten hatte. Gouverneur Cockburn musste schließlich kapitulieren. Diese abenteuerliche Aktion kostete die Franzosen nicht mehr als zehn Mann, während sich 530 Mann der englischen Garnison zum Eintritt in die Regimenter Dillon und Walsh bereit erklärten, die dadurch, nach den erheblichen Verlusten der letzten Zeit, wieder aufgefüllt werden konnten.
1782 erfolgte für das Regiment noch die Teilnahme an der Besetzung von St. Kitts, verbunden mit der Belagerung und Eroberung von Brimstone Hill Fortress.
Ende 1783 nach Frankreich zurückgekehrt, wurde das 1. Bataillon nach Avesnes und das 2. Bataillon in die Zitadelle von Lille und von Bouchain gelegt. Im Oktober 1785 erfolgte die Verlegung nach Cambrai, im Dezember 1787 nach Douai, im März 1788 nach Boulogne und Calais, im September 1788 nach dem Camp de Saint-Omer, im März 1789 nach Berghes und im April 1790 nach Lille. Im Januar 1792 wurde das 1. Bataillon nach Boulogne verlegt, während das 2. Bataillon von Le Havre aus nach Santo Domingo verschifft wurde und von dort nicht mehr zurückkehrte.

### Revolutionskriege und Kriege des Ersten Kaiserreichs
Bei Ausbruch der Feindseligkeiten gehörte die seit 1. Januar 1791 als „87e régiment d'infanterie“ bezeichnete und nur noch aus dem vormaligen 1. Bataillon bestehende Einheit zur „Armée du Nord“.
Am 29. April 1792 wurde der Regimentskommandant, der Maréchal de camp Theobald Dillon nach einem befohlenen Zurückweichen vor österreichischen Kräften des Verrats bezichtigt und mit einigen seiner Offiziere von der eigenen Truppe gelyncht.
Es war an der Verteidigung des belagerten Lille beteiligt und gehörte nach der Aufhebung der Belagerung zu den Truppen die die Österreicher anschließend verfolgten. Es folgte die Teilnahme an der Schlacht bei Jemappes, mit anschließender Garnison in Antwerpen.
1793 nach Frankreich zurückgekehrt wurde das noch bestehende 1. Bataillon des Regiments per Dekret vom 21. Februar des gleichen Jahres in die „157e demi-brigade premier formation“ eingegliedert.
Damit endet die Traditionslinie des Regiments, bis sie 1803 durch das neu errichtete „87e régiment d’infanterie“ – das mit dem ursprünglichen Regiment nichts mehr zu tun hatte – fortgesetzt wurde.
- 1805: Feldzug in Deutschland
- 1807: Feldzug in Polen, Teilnahme an der Schlacht bei Eylau, Belagerung von Danzig
- 1808 bis 1814: Spanischer Unabhängigkeitskrieg –  27. Februar 1814 Teilnahme an der Schlacht bei Orthez

Nach der ersten Abdankung von Kaiser Napoleon war das Regiment nicht aufgelöst, sondern mit seiner alten Bezeichnung im Dienst gehalten worden. Während der Herrschaft der Hundert Tage lag es am 16. Juni 1815 in Ligny. Erst im September des gleichen Jahres wurde es in Montmorillon entlassen.

### Zweites Kaiserreich
Per Décret vom 2. Mai 1859 musste das Regiment eine Kompanie zur Aufstellung des 101e régiment d’infanterie de ligne abgeben.

### Erster Weltkrieg

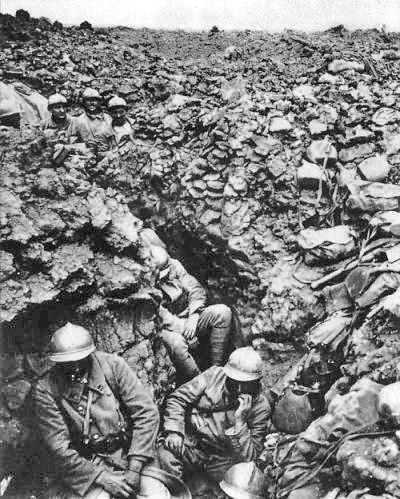
Soldaten des 87^{e} régiment d'infanterie 1916 bei Verdun

Bei Beginn des Ersten Weltkrieges war das Regiment in Saint-Quentin stationiert. Es gehörte zur 6. Infanteriebrigade der 3. Infanteriedivision im 2. Armeecorps.

#### Stellenbesetzung August 1914
- Regimentsstab

Colonel (Kommandeur): Rauscher
Capitaine Adjoint (Stabshauptmann): Pointurier
Lieutenant d'Approvisionnement (Versorgungsoffizier): Ducauroy
Sous-Lieutenant Chef du Service Téléphonique (Telefonoffizier): Renaux
Lieutenant chargé des Détails (Rechnungsoffizier): Frantz
Lieutenant Porte-Drapeau (Fahnenoffizier): Boissin
Médecin-Major de 1re classe, Chef de Service (Regimentsarzt 1. Klasse): Marchet
Chef de Musique de 2e classe (Musikmeister 2. Klasse): Sorel
- Erstes Bataillon/Bataillonsstab

Chef de bataillon (Bataillonskommandeur): Cussac
Médecin Aide-Major de 1re classe (Bataillonsarzt 1. Klasse): Feuilette
Lieutenant Comtt la 1re Section de Mitrailleuses (Kommandant der 1. Maschinengewehr-Abteilung): Lamy
- Erste Kompanie

Comt. de compagnie (Kompaniechef): Lieutenant Blarel
Lieutenant Galante
Sous-lieutenant Branchier
Sous-lieutenant Chappey
- Zweite Kompanie

Comt. de compagnie: Capitaine Bruckert
Lieutenant Emonet
Sous-Lieutenant Garnier
- Dritte Kompanie

Comt. de Compagnie: Capitaine Astraud
Lieutenant Bes d'Albaret de Saint-Just
Sous-lieutenant Ami de Saint-Didier
- Vierte Kompanie

Comt. de Compagnie: Capitaine Bouchy
Lieutenant Bonnin
Lieutenant Beaurain
Sous-Lieutenant Josse
- Zweites Bataillon/Bataillonsstab

Chef de bataillon: Imard
Sous-lieutenant de cuirassiers adjoint: de Kergolay
Médecin Aide-Major de 2e classe (Bataillonsarzt 2. Klasse): Hocquette
Lieutenant Comtt la 2e Section de Mitrailleuses (Kommandant der 2. Maschinengewehr-Abteilung): du Bouays de Couesbouc
- Fünfte Kompanie

Comt. de Compagnie: Capitaine Leclercq
Lieutenant Braq
Sous-lieutenant Millien
Sous-Lieutenant Clerc
- Sechste Kompanie

Comt. de Compagnie: Capitaine Robardey
Lieutenant Gabelle
Sous-lieutenant Bierre
- Sechste Kompanie

Comt. de Compagnie: Capitaine le Davay
Lieutenant Verdavaine
Sous-lieutenant Linder
Sous-Lieutenant Desvignes
- Siebte Kompanie

Comt. de Compagnie: Capitaine le Davay
Lieutenant  Verdavaine
Sous-Lieutenant Linder
Sous-Lieutenant Desvignes
- Achte Kompanie

Comt. de Compagnie: Capitaine Brémard
Sous-Lieutenant Quequ
- Drittes Bataillon/Bataillonsstab

Chef de bataillon: Chardoillet
Médecin Aide-Major de 1re classe (Bataillonsarzt 1. Klasse): Buneau
Lieutenant Comtt la 3e Section de Mitrailleuses (Kommandant der 3. Maschinengewehr-Abteilung): Ply
- Neunte Kompanie

Comt. de Compagnie: Capitaine Maupoil
Sous-Lieutenant Daudre
- Zehnte Kompanie

Comt. de Compagnie: Capitaine Peuron
Lieutenant O’Kelly
Sous-Lieutenant de Préval
Sous-Lieutenant Duflot
- Elfte Kompanie

Comt. de Compagnie: Capitaine Humbel
Lieutenant Paroissien
Sous-Lieutenant Pascault
Sous-Lieutenant Gourdin
- Zwölfte Kompanie

Comt. de Compagnie: Capitaine Marchal
Lieutenant Verwaerde
Sous-Lieutenant Violand
Sous-Lieutenant Poirier
- 1914

Ihre Feuertaufe erhielten die drei Bataillone des Regiments am 20. August 1914 in der sogenannten Grenzschlacht, als sie Teilen der deutschen IV. Armee gegenüberlagen. Das 1. Bataillon unter Commandant Cussac wurde am 17. August zur Unterstützung der 9. Kavalleriedivision abgestellt und führte am 20. August schwere Abwehrkämpfe bei Neufchâteau (Belgien) mit hohen Verlusten. Lediglich der Lieutenant Lamy war danach noch in der Lage, die Reste des Bataillons zurückzuführen.

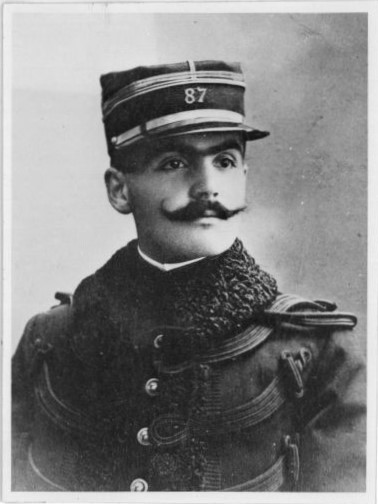
Lieutenant Lamy, gefallen als Capitaine am 3. September 1914 bei Heiltz-le-Hutier

Das 2. und das 3. Bataillon kämpften am 22. August bei Virton. Nachdem sie es geschafft hatten, ihre Positionen zu behaupten, konnten am späten Abend sogar im Gegenangriff die ersten deutschen Stellungen eingenommen werden. Durch die heftigen Gegenmaßnahmen der Deutschen musste man dann jedoch wieder zurückgehen.
- 1915

25. Februar bis 6. März: Kämpfe in der Champagne
17. April bis 19. Juli: Kämpfe an der oberen Maas im Tranchée de Calonne
Oktober: in der Champagne, Angriffskämpfe bei Tahure
Winter bis 1916: an der oberen Maas im Sektor Bois Bouchot
- 1916

ab Winter 1915: an der oberen Maas im Sektor Bois Bouchot
22. Februar bis 17. März: bei Verdun, Bau von Stellungen im Sektor Bonzée – Tresauvaux
bis Ende Juni im Sektor von Les Eparges
Juli bis September: an der Somme, Angriffskämpfe im Sektor Belleu – Barleux
- 1917

Mai: Angriffskämpfe in der Champagne am Mont Spin
Juli bis Dezember: Angriffskämpfe bei Verdun (Höhe 304)
- 1918

Angriffskämpfe an der Somme und in der Champagne
3. August: Angriff an der Avre
26. September: Angriff bei Le Mesnil
Während des Krieges sind 89 Offiziere und 2802 Unteroffiziere und Mannschaften des Regiments gefallen.

### Zweiter Weltkrieg
Im Zweiten Weltkrieg wurde die Einheit am 23. August 1939 als 87e Régiment d'Infanterie de Forteresse (87. Festungsinfanterieregiment) durch die Région Militaire, Centre Mobilisateur Réserve A type RIF 13 in Metz aufgestellt und der 101. Infanteriedivision zugewiesen.
Als einzige Kampfhandlung war das Regiment vom 25. bis 30. Mai 1940 im Kessel von Lille eingeschlossen. Nach der Kapitulation wurde es aufgelöst und nicht wieder aufgestellt.

## Regimentsfahne des Régiment de Dillon und des 87e RI

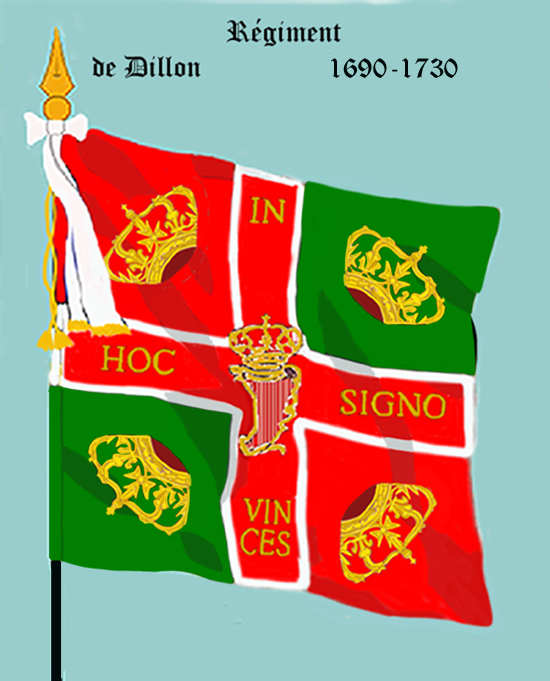
1690 bis 1730
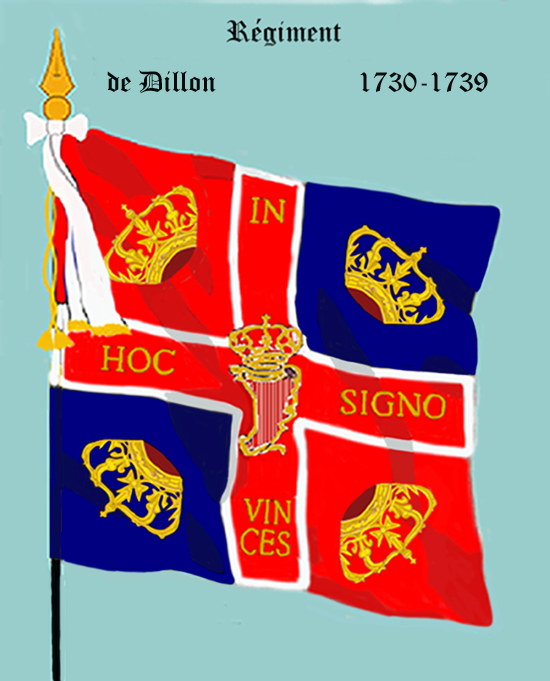
1730 bis 1739
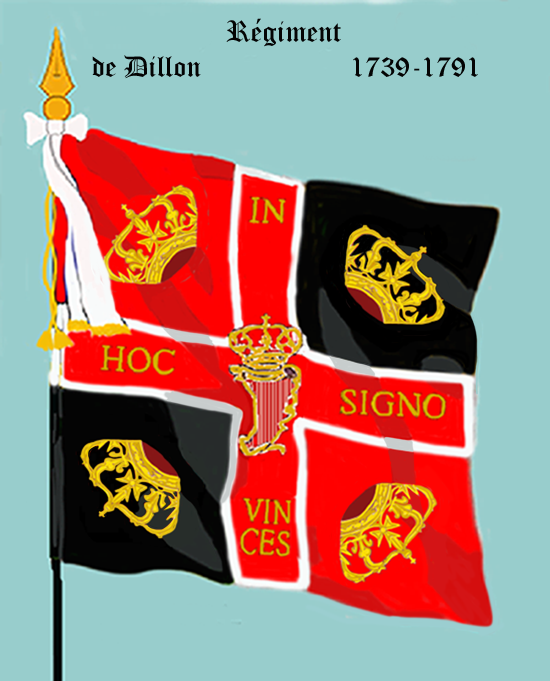
1739 bis 1791
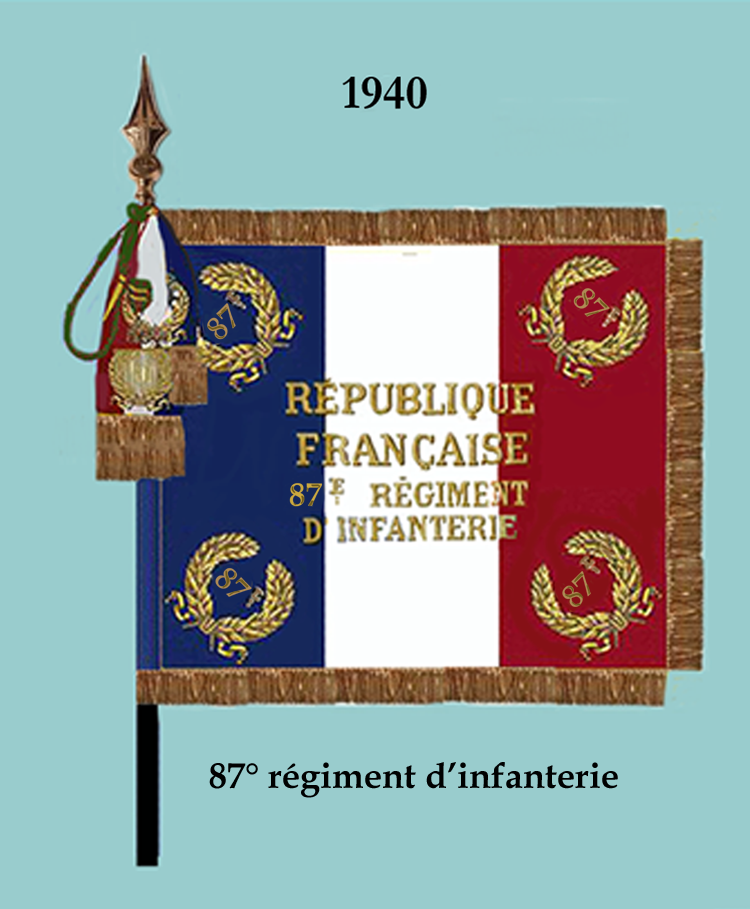
Letzte Regimentsfahne (Vorderseite)
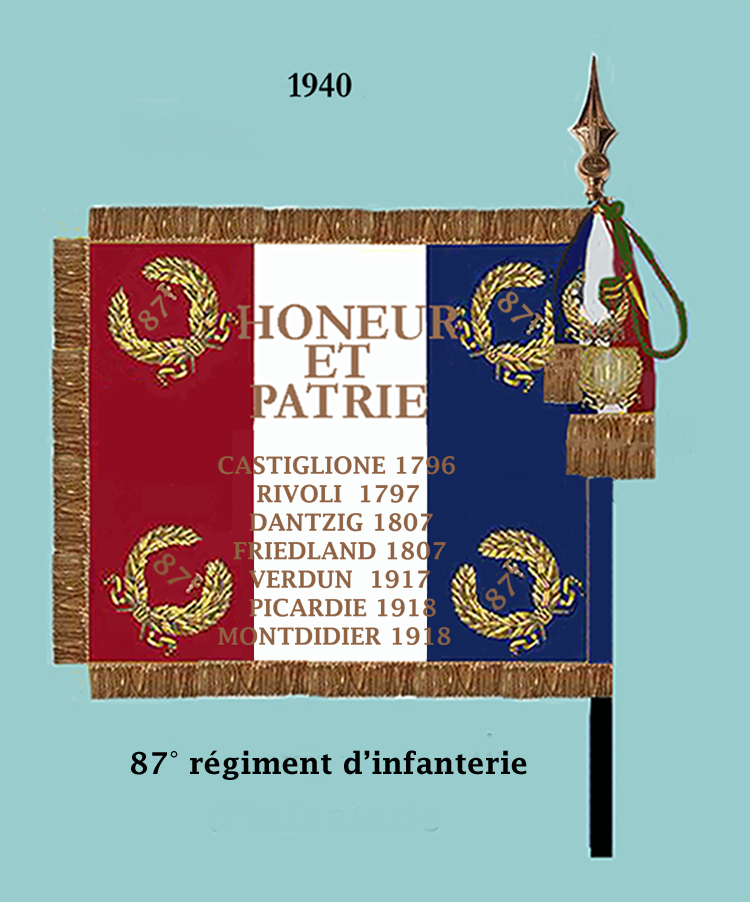
Letzte Regimentsfahne (Rückseite)

Auf der Rückseite der Regimentsfahne sind (seit Napoleonischer Zeit) in goldenen Lettern die Feldzüge und Schlachten aufgeführt, an denen das Regiment ruhmvoll teilgenommen hat.

## Auszeichnungen
Das Fahnenband ist mit dem Croix de guerre (1914–1918) mit zwei Palmenzweigen für lobenden Erwähnungen im Armeebefehl und einem vergoldeten Stern für eine lobenden Erwähnung im Corpsbefehl dekoriert.
Die Angehörigen des Regiments hatten (bzw. haben) das Recht, die Fourragère in den Farben des Croix de guerre 1914–1918 zu tragen.

## Devise
J’y suis
(Ich bin (da))